# Universität der Balearen

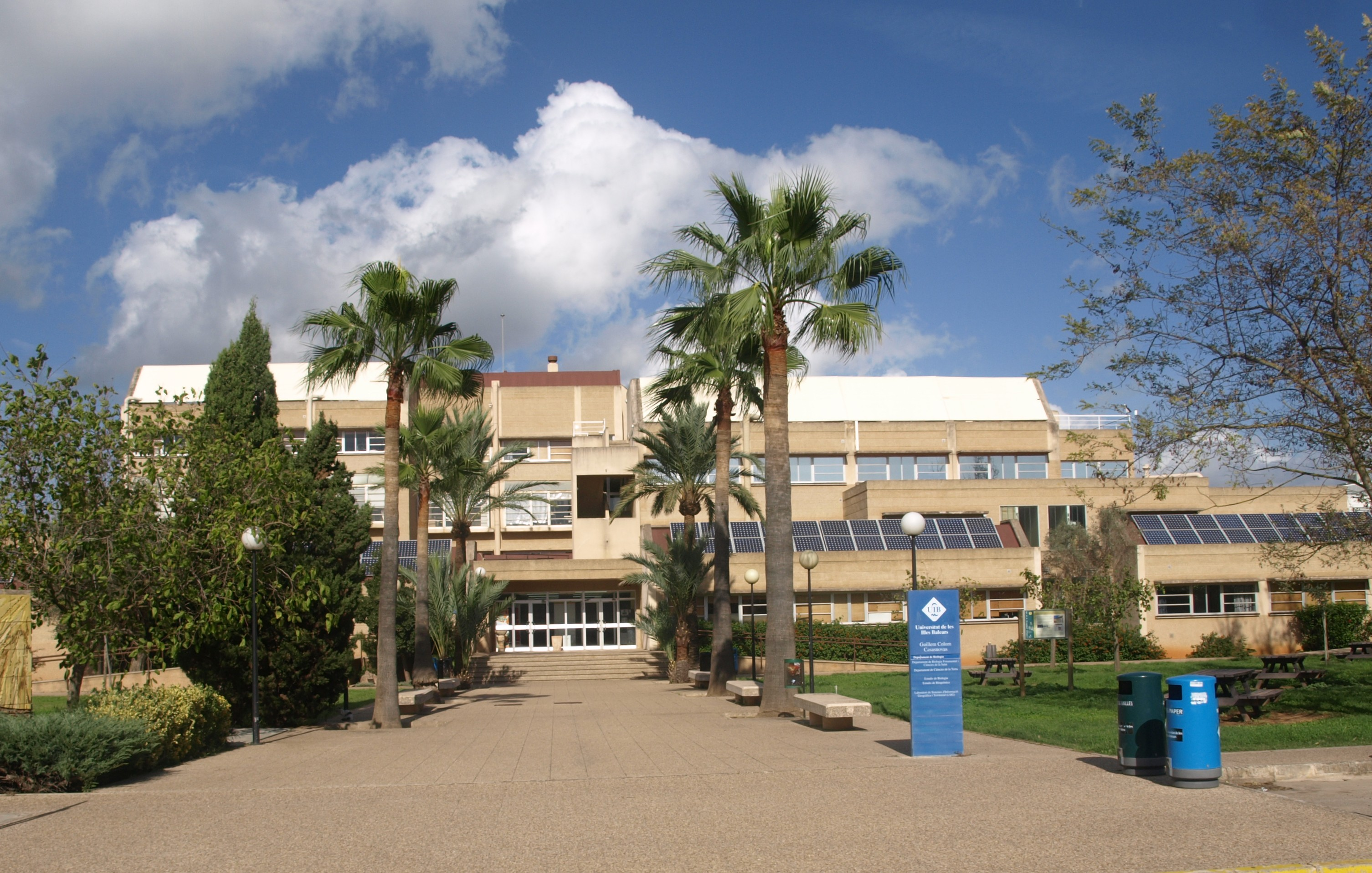
Guillem Colom-Gebäude der Universität der Balearen

Die Universität der Balearen, auch Universität der Balearischen Inseln, (katalanisch: Universitat de les Illes Balears; spanisch: Universidad de las Islas Baleares [UIB]) ist eine staatliche Universität auf den Balearischen Inseln mit Hauptsitz in der Stadt Palma.
Die Gründung erfolgte 1978. Die Universität gliedert sich in sechs Fakultäten mit insgesamt 14.000 Studenten und 1.000 wissenschaftlichen Angestellten (2019).
Es gibt über 50 verschiedene Studiengänge aus den Bereichen Geisteswissenschaften, Naturwissenschaften, Sozialwissenschaften, Technik, Rechts- und Wirtschaftswissenschaften, Event-Management sowie dem Gesundheitswesen. Der Hauptcampus liegt 7,5 km außerhalb von Palma, es gibt weitere zugehörige Universitätsgelände auf Menorca und Ibiza.
Die UiB gehört zum universitären Netzwerk Institut Joan Lluís Vives, in dem sich katalanischsprachige Hochschulen zusammengeschlossen haben.

## Fakultäten
- Naturwissenschaften
- Recht
- Erziehungswissenschaften
- Wirtschaftswissenschaften
- Geisteswissenschaften
- Psychologie
- Tourismus
- Medizin